# Scuticella plagiostoma
Scuticella plagiostoma är en mossdjursart som först beskrevs av George Busk 1852.  Scuticella plagiostoma ingår i släktet Scuticella och familjen Catenicellidae. Inga underarter finns listade i Catalogue of Life.